# المجلس الأعلى للغة العربية (الجزائر)
المجلس الأعلى للغة العربية، هي هيئـة استشارية لدى رئاسة الجمهورية الجزائرية، أنشئ بموجـب الأمر رقم 96 / 30 المؤرخ في 21 ديسمبر 1996، المعدل والمتمم للقانون 91 - 05 المؤرخ في 16 جانفي 1991.

## مهام المجلس
وهو مجلس يتكون من أعضاء ورئيس وتتلخص مهامه في ترقية اللغة العربية واستعمالاتها بالجزائر. ولعل أبرز ما قام به المجلس هو تعريب الوثائق الإدارية والعسكرية وله مساهمات في التعليم ويقدم المجلس خلاصات وتوصيات لرئاسة الجمهورية فيما يتعلق باللغة العربية.
أسس المجلس أيضاً لجاناً تُعنى بترقية اللغة العربية، منها لجنة الترجمة ولجنة ازدهار اللغة العربية وغيرها. ويقوم المجلس أيضاً بتنظيم المتلقيات الوطنية في شتى المجالات المتعلقة باللغة العربية والترجمة واللسانيات. وينظم المجلس كذلك جائزة اللغة العربية والتي تُعنى بتكريم الأشخاص الذين قدموا جهوداً معتبرة لترقية اللغة العربية في الجزائر في مجالات مختلفة. جائزة عام 2019 تُعنى بالإعلام، بينما تُعنى جائزة عام 2020 بالبحث العلمي في المجالات المتعلقة باللغة العربية واستعمالاتها.

## رئيس المجلس
يرأس المجلس الأستاذ الدكتور صالح بلعيد أستاذ بجامعة تيزي وزو، مارس التعليم الجامعي وله العديد من المؤلفات في اللسانيات الخاصة باللغة العربية، الذي عينه رئيس الجمهورية آنذاك عبد العزيز بوتفليقة يوم 01-09-2016 خلفاً للدكتور عزالدين ميهوبي الذي تم تعيينه وزيرا للثقافة.

## إصدارات المجلس
يقوم المجلس بإصدار الدراسات والكتب والمجلات قصد ترقية اللغة العربية والنهوض بها في شتى مجالات الحياة، من بينها:
- مجلة اللغة العربية، وهي مجلة فصلية محكمة تُعنى باللغة العربية والدراسات المتعلقة بها. صدر منها أربع وأربعون عدداً حتى منتصف عام 2019.[6]
- مجلة معالم، وهي مجلة نصف سنوية محكمة تُعنى بالترجمة والدراسات المتعلقة بها. صدر منها عشر أعداد حتى آخر عام 2018.[7]

## عنوانه
شارع فرانكلين روزفيلت ص.ب: 575 ديدوش مراد
الجزائر العاصمة

## وصلات خارجية
- المجلس الأعلى للغة العربية بالجزائر
- المجلس الأعلى للغة العربية هدفه يبقى "تكريس المواطنة اللغوية"